# Ihle
Ihle este un râu mic, de 30 km lungime, din landul Saxonia-Anhalt, Germania. El are bazinul de colectare la est de Lübar, pe marginea dealurilor Fläming (din anul 1990 Parcul natural Fläming). Râul traversează localitățile Möckern, Friedensau, Burg (bei Magdeburg) și se varsă în canalul Elbe-Havel.